# Theodor Heinrich von Heldreich
Theodor Heinrich Hermann von Heldreich ( 3 de marzo de 1822, Dresde - 17 de septiembre de  1902 Atenas) fue un botánico alemán.

## Biografía
Era hijo de Conrad Friedrich Robert Heldreich y de Amalia Charlotte Humbold, viniendo de una aristocrática familia. Inicialmente estudia Filosofía. Su amor a la Botánica, le surge, encontrándose en Montpellier en 1837, siendo estudiante del Profesor Dunal. Completaría su formación botánica en Ginebra, de 1838 a 1842. Realiza su primera expedición botánica a Sicilia, para luego publicar “Tre nuove specie di piante scoverte nella Sicilia.”
De 1843 a 1848, viaja extensamente a través de Italia, Grecia, Asia Menor y Creta. Entre 1849 y 1850 vive en Inglaterra, y estará un año en París donde será curador del herbario de P.B. Webb. En 1851 se asienta permanentemente en Grecia, donde lleva a cabo rigurosas investigaciones, publicando trece volúmenes del “Herbarium Graecum Normale”, de 1856 a 1896. En Grecia es Director del Jardín botánico por más de 50 años, y también Director del "Museo de Historia natural", donde en paralelo al Dto. de Botánica, ayuda a crear el de Zoología y de Paleontología. De 1880 a 1883 enseña historia natural a los hijos de la familia real.

## Algunas publicaciones
Además de publicar gran número de monografías en reputadas revistas en griego, lo hizo también en latín, alemán, italiano y en francés, incluyendo:
♦ “Ueber Griechische Arbutus Arten”, 1844
♦ “Catalogus Plantarum Hispanicarum in Provincia Giennensi”, 1850
♦ “Ueber die neue arkadische Tanne”, 1860
♦ “Descriptio specierum novarum”, 1860
♦ “Zur Kenntniss der griechischen Tannen”, 1861
♦ “Ueber Pflanzen der griechischen, insbesondere der Attischen Flora, die als Zierpflanzen empfehlenswerthsind”, 1861
♦ “Tulipa Orphanidea Boiss und die Tulpen Griechenlands”, 1862
♦ “Die Nutzpflanzen Griechenlands” con particular referencia a los nombres comunes del moderno griego y pelásgico, Atenas 1862
♦ “Sertulum plantarum novarum vel. minus cognitarum Florae Hellenicae”, Florencia 1876
♦ “Zwei neue Pflanzenarten der Jonischen Inseln”, Viena, 1877
♦ “Ueber die Liliaceen-Gattung Leopoldia und ihre Arten”, Moscú 1878
♦ “La Faune de la Grèce”, Atenas 1878
♦ “Der Asphodelos, ein griechisches Pflanzenbild”, Berlín 1881
♦ “Flore de l’ile de Céphalonie”, Lausana 1883
♦ “On a Botanical Excursion in Attica”, Atenas 1883
♦ “Bericht über die botanischen Ergebaisse einer Bereisung Thessaliens”, Berlín 1883
♦ “On the Hyoscyamus”, Atenas 1884
♦ “On the Hop (Humulus lupulus) & its cultivation in Greece”, Atenas 1885
♦ “Note sur une nouvelle espèce de Centaurea de l’ile de Crète”, Paris 1890
♦ “The Flora of Mt. Parnassus”, Atenas 1890
♦ “Homeric Flora”, Atenas 1896
♦ “Study on the Pellitory (Parietaria), a Medicinal Herb of the Ancients”, Atenas 1899
♦ “The Flora of Aegina”, Atenas, 1898
♦ “On the Strychnos of the Ancients”, Atenas, 1899
♦ “The Flora of Thera”, Atenas 1899
♦ “On the Plants Providing Greek Tea”, Atenas 1900
♦ “Botany in Relation to Mathematics”, Atenas 1901
♦ “Contributions to the Compilation of a Flora of the Cyclades”, Atenas 1901
♦ “Fungi in the Economy of Nature”, Atenas 1901
Publica además:
♦ “Mussinitza”, poema 1880
♦ “A Sketch on the Death of Professor of Botany & Poet Theodoros G. Orfanides”, 1887
♦ “The Flower, from a Historical, Natural and Aesthetic Viewpoint”, 1887
♦ “The Lily, Examined from a Fictional and Historical Perspective”, 1889
Heldreich identifica y clasifica siete nuevos géneros y 1.100 nuevas especies vegetales, 70 de las cuales mantienen su nombre original.
En 1855 se casa con Sofia, hija de I. Katakouzinos y nieta de un académico y patriota griego, Konstantinos Koumas. Tendrán dos hijas, Karolina, casada con Gangolf von Kieseritzky, curador de Antigüedades del Museo Imperial Hermitage de San Petersburgo, e Ioanna, casada con Mark Mindler, abogado y jefe de la Oficina de taquígrafos del Parlamento Helénico. Theodor von Heldreich fue un buen amigo de Darwin.

## Honores
- 1892, miembro de la Academia Alemana de Científicos Naturales Leopoldina

### Eponimia
- (Brassicaceae) Heldreichia Boiss.[2]

- La abreviatura «Heldr.» se emplea para indicar a Theodor Heinrich von Heldreich como autoridad en la descripción y clasificación científica de los vegetales.[3]